# Aristolochia gigantea
Aristolochia gigantea é uma planta da família das aristoloquiáceas nativa do Brasil, de acordo com Martius, em especial do estado da Bahia.
É popularmente conhecida como Mil-homens, papo-de-peru-de-babada, papo-de-peru-grande, jarra-açu, milone, jarrinha, joboinha e erva-de-urubu.

## Descrição
É uma vinha de crescimento vigoroso, suas folhas têm a forma de coração, as flores são axilares e pendentes com cerca de 20 a 25 centímetro de altura. Floresce em abril. Esta variedade é mais cultivada para fins ornamentais. A polinização que ocorre na flor de nome papo-de-peru é realizadas por moscas atraídas pelo mau cheiro das flores que atraem as moscas para ela fazer o florescimento. O florescimento acontece da primavera ao outono. Ela apresenta caule volúvel, lenhoso e ramificado com casca espessa e sulcada. Suas folhas são de formato de coração, com nervuras marcadas. As flores são axilares, solitárias pendentes e enormes. Tem rápido crescimento. O mau-cheiro de suas flores não é tão forte.
Deve ser cultivada sob sol pleno ou meia-sombra em solo fértil, drenável, enriquecido com matéria orgânica e irrigado regularmente.Planta tipicamente tropical, não tolera frio intenso e nem geadas.
Aprecia adubações mensais na primavera e no verão. Resistente a maioria das pragas e doenças, mas pode ser atacada por lagartas. Multiplica-se por estaquia e facilmente por sementes.

## Galeria

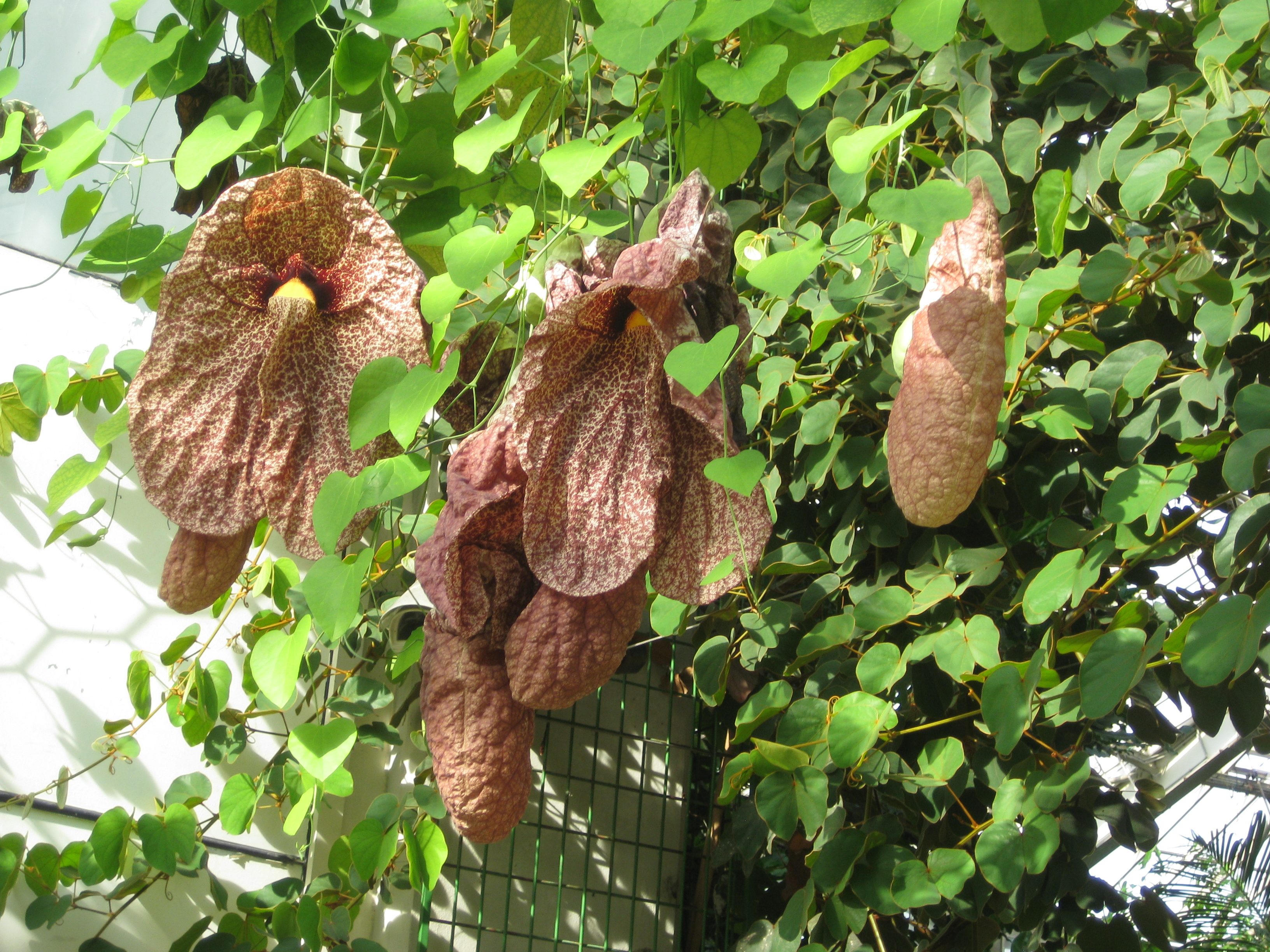
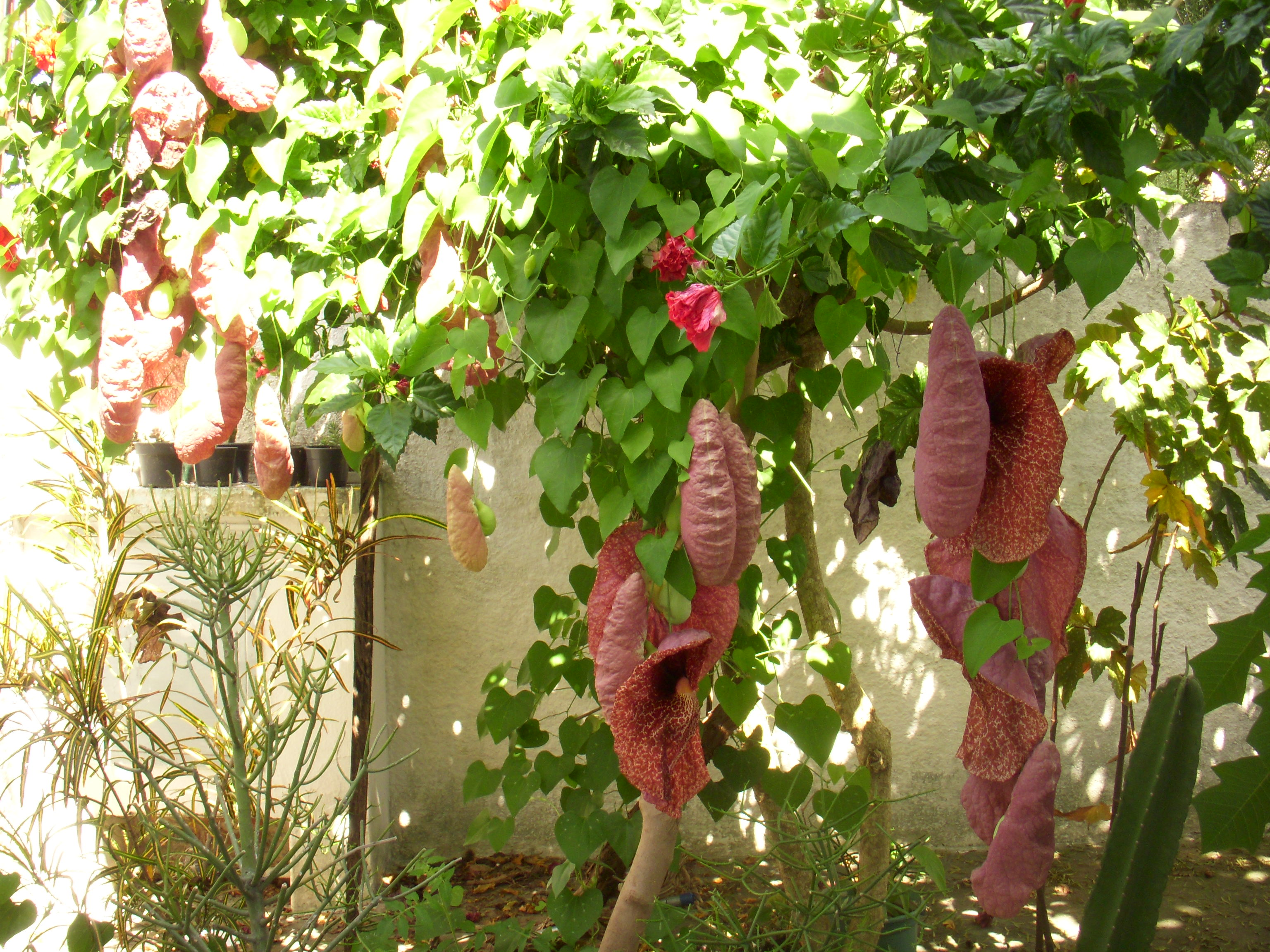
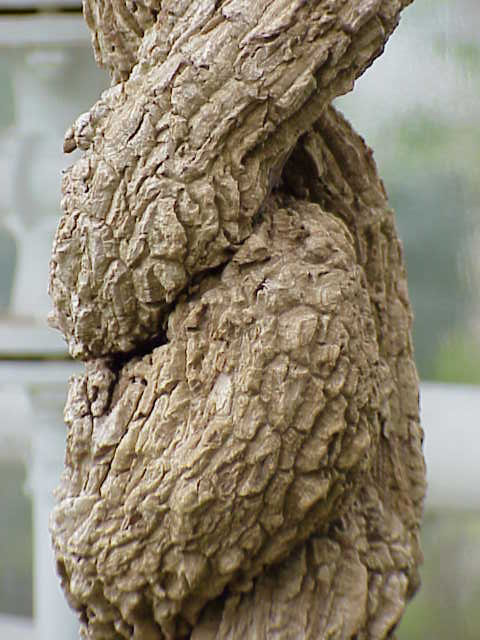
Detalhe do caule
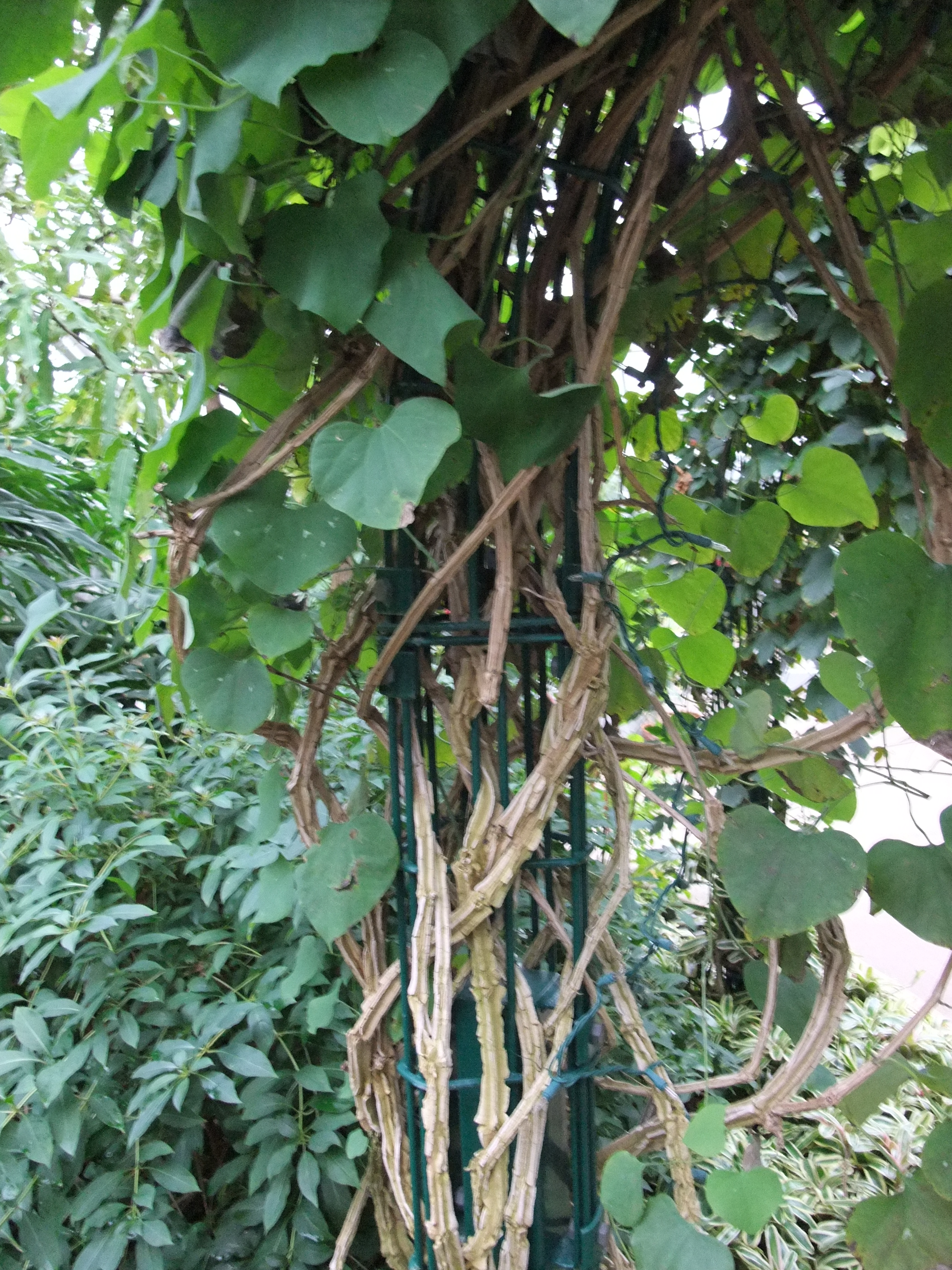
Caule
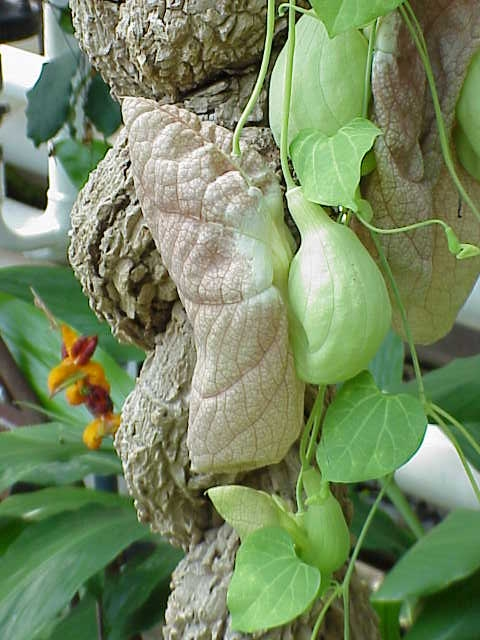
Flor fechada
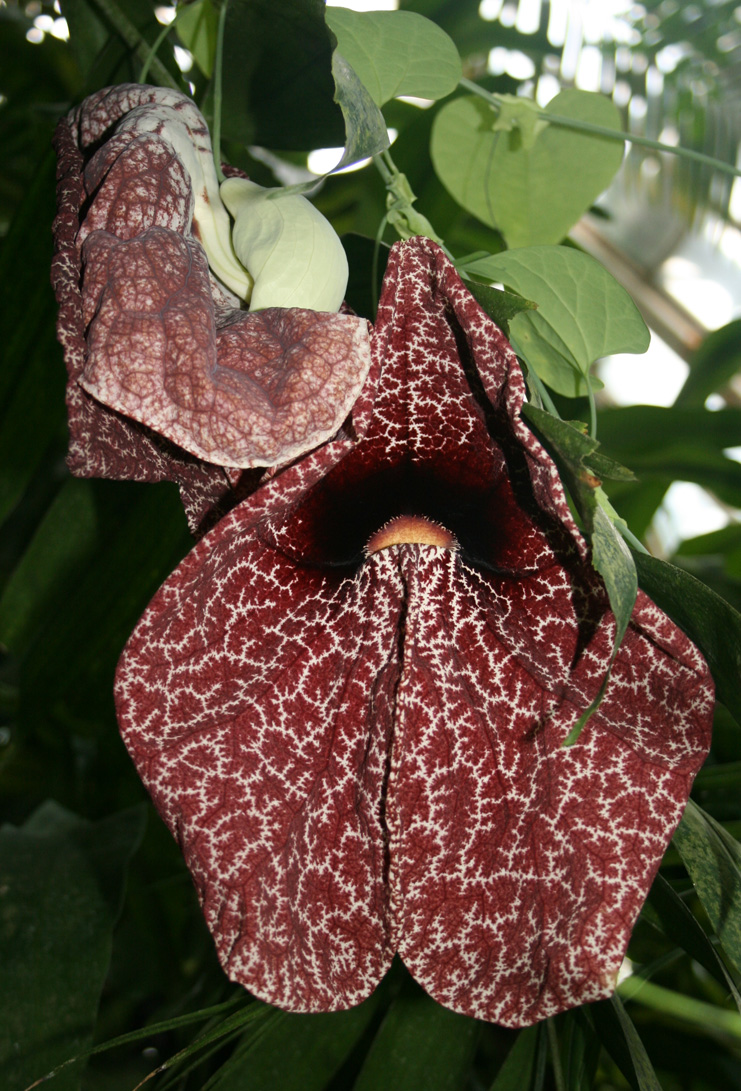
Flor aberta